# Levinus Hulsius
 Levinus Hulsius oder Levin Hulsius (* um 1550 in Gent, Flandern; † 13. März 1606 in Frankfurt am Main; auch Livinus Hulsius und Levinus van Hulse) war ein Notar, Autor und Verleger calvinistischen Glaubens aus den Spanischen Niederlanden.

## Leben

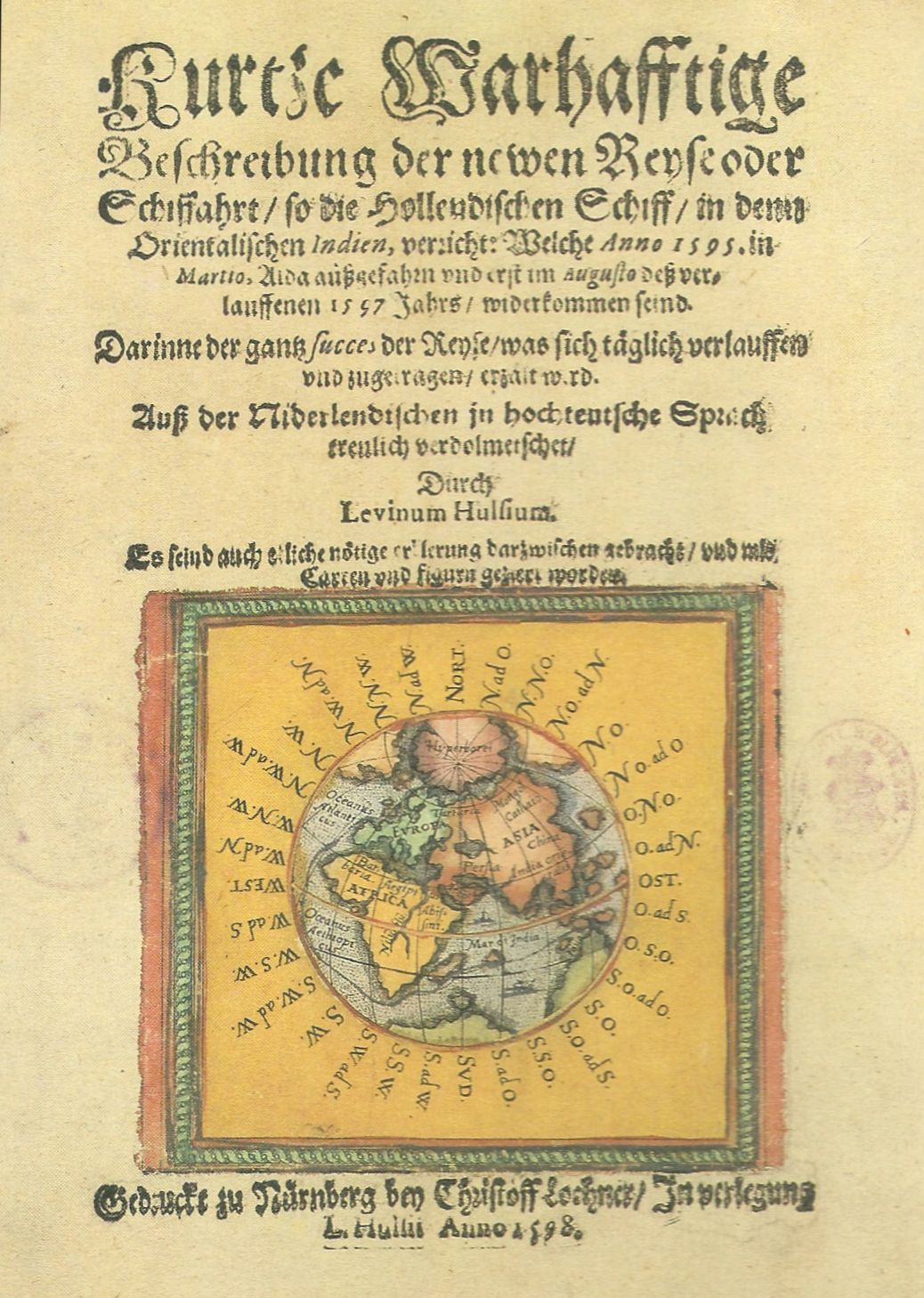
Anfang 1598 veröffentlichte Hulsius eine deutsche Übersetzung des niederländischen Berichts der Reise des Cornelis de Houtman

Nach längerem Aufenthalt in Middelburg (Holland) ließ sich Levin Hulsius 1583 als Glaubensflüchtling in Frankenthal (Pfalz) (damals Bayern) nieder. Er gründete eine französische Schule, die überregional erfolgreich war. Nach Schwierigkeiten mit der Stadt schloss er die Schule wieder 1586 und bemühte sich vergeblich, an der Universität Heidelberg Französischunterricht geben zu dürfen. Schließlich siedelte er nach Nürnberg über und war dort rege als Sprachlehrer, Notar, Schriftsteller, Verleger und als Händler mit mathematisch-astronomischen Geräten tätig.

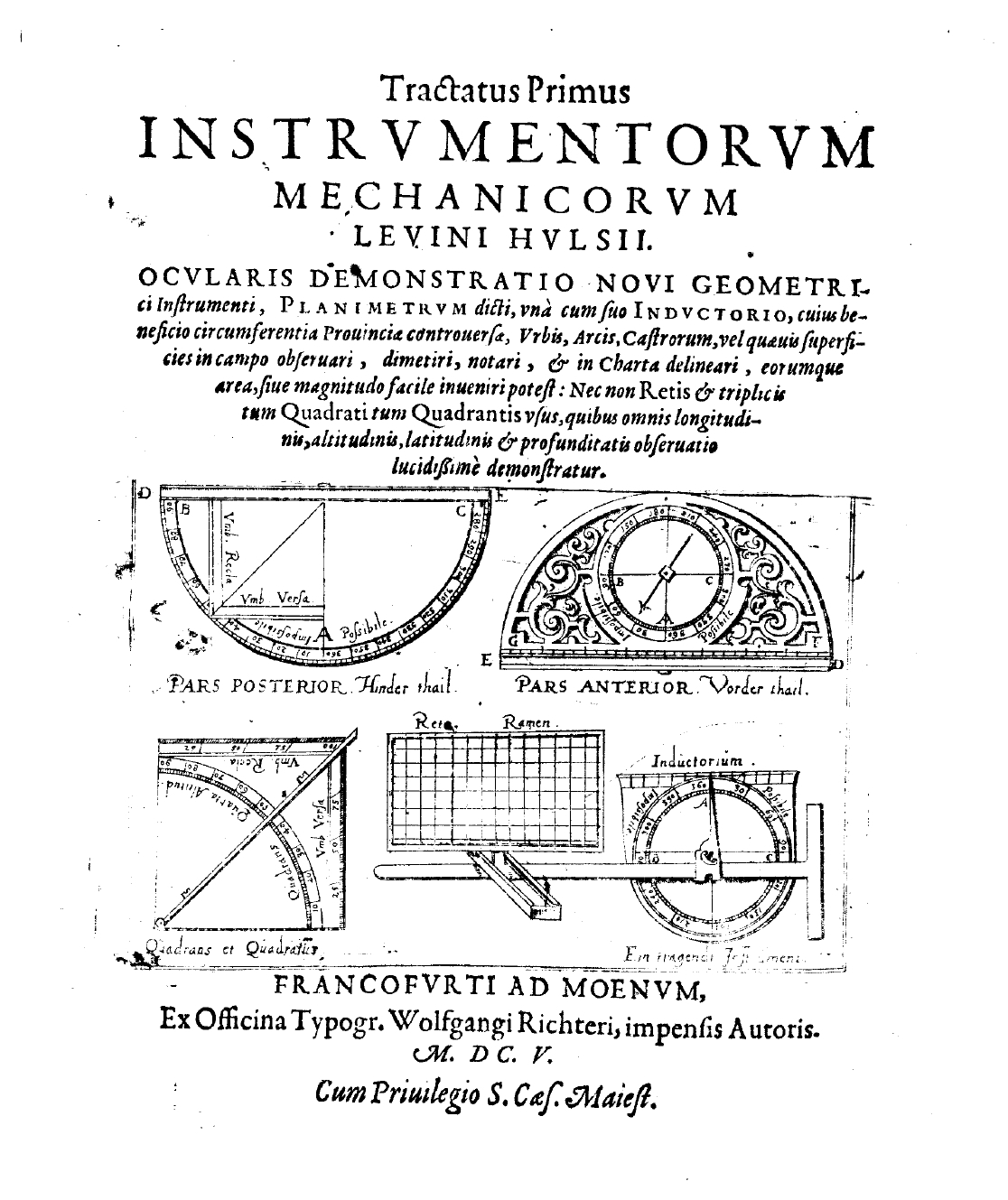
Tractatus instrumentorum mechanicorum, 1605

Im Jahr 1602 ging er für anderthalb Jahre nach Holland und England.
Seit 1596 wirkte er darüber hinaus auch als Autor und Verleger, unter anderem eines französisch-deutschen (1596) und eines italienisch-deutschen (1605) Wörterbuchs: von beiden Werken sind mehrere Auflagen bekannt. In eigener Übersetzung aus dem Niederländischen ins Deutsche erschienen seit 1598 die ersten Schifffahrts- und Entdeckungsberichte, die als sehr erfolgreiche Reihe nach seinem Tod durch seine Witwe und Erben weitergeführt wurde (insgesamt 26 Reiseberichte).
Des Weiteren veröffentlichte er Schriften zur Astronomie und mathematischen Geräten. Von den Erben von Tycho Brahe (1546–1601) erwarb er die Druckplatten der Astronomiae instauratae mechanica für eine Zweitauflage (1602). In der Schrift Dritter Tractat der mechanischen Instrumente (1604/5) erwähnt er den Reduktionszirkel von Jost Bürgi und beklagt sich darüber, dass mehrere Mechaniker dessen Zirkel nachgebaut hatten.
Zu den weiteren von Hulsius behandelten Gerätschaften gehören ein Halbkreisinstrument und ein Geschützaufsatz. Eigentlich wollte Hulsius 16 Instrumente zeigen und beschreiben, woran ihn aber sein unerwarteter Tod hinderte.
Neben seiner Beschäftigung mit Büchern war Hulsius auch als Händler von wissenschaftlichen Instrumenten wie Astrolabien, Quadranten, Sonnenuhren sowie Erd- und Himmelsgloben tätig. Vielleicht war er sogar der Begründer des eigentlichen Instrumentenhandels. Obwohl Hulsius selbst wissenschaftliche Instrumente gebaut haben musste, sind heute keine mehr erhalten. Die Kupferstiche für die von ihm verkauften Globen dürften von Cornelius de Jode (1568–1600) stammen.
Aus dem Jahre 1604 existiert eine historische Darstellung (Karte) Irlands.

## Genealogie
1. Levinus Hulsius (* 1546 in Gent, Ostflandern; †  1606 in Frankfurt am Main)
⚭1 N.N.
⚭2 am 20. Januar 1587 in Frankenthal Susanna van Roomen[6]
⚭3 um 1600 Maria Ruting; führte das Unternehmen unter dem Namen Verlag Witwe Hulsius weiter.
Kinder: mindestens ein Sohn aus erster Ehe sowie mindestens drei Söhne und eine Tochter aus dritter Ehe.[4]
  1. Esaias Hulsius (auch Esaias van Hulsen, ca. 1580–1626); Goldschmied, Ingenieur, Kupferstecher und Stichverleger in Stuttgart. Von ihm stammt u. a. die Repraesentatio der furstlichen aufzug und ritterspil von 1626 mit einem Kupferstich des Neuen Lusthauses in Stuttgart.[7]
  2. Friedrich Hulsius (ca. 1601–1635); Kupferstecher und Verleger (Hulsius Erben) in Frankfurt am Main. Herausgabe des Inventarium Sveciae.